# Punta Križa
Punta Križa (italsky Punta Croce) je vesnice a přímořské letovisko v Chorvatsku v Přímořsko-gorskokotarské župě. Nachází se na ostrově Cres a je součástí opčiny města Mali Lošinj. V roce 2011 zde žilo celkem 63 obyvatel.
Jedinou sousední vesnicí je Osor.